# Ferntree-Creek-Nationalpark
Der Ferntree-Creek-Nationalpark (englisch Ferntree Creek National Park) ist ein Nationalpark im Südosten des australischen Bundesstaates Queensland. Er liegt 97 Kilometer nördlich von Brisbane und 2 Kilometer nördlich von Nambour, westlich des Bruce Highway.
In den zwei getrennten, aber nahe beieinander liegenden Gebieten entlang des Ferntree Creek wird der örtliche Eukalyptuswald geschützt. Südöstlich anschließend an den Park liegt der Golfplatz von Nambour.
Der Park ist vom nördlichen Stadtrand von Nambour über die Nambour Connection Road zu erreichen.
In der Nachbarschaft liegen die Nationalparks Mount Coolum, Mapleton Falls, Triunia und Eudlo Creek.